# Assemblea de Parlamentaris de les Illes Balears
Assemblea de Parlamentaris de les Illes Balears fou un organisme no oficial format pels sis diputats (4 d'UCD i 2 del PSOE) i cinc senadors votats per les illes Balears en les eleccions generals espanyoles de 1977, i constituït el 30 de juliol del 1977 amb l'objectiu d'aconseguir un règim preautonòmic provisional i ser-ne l'únic interlocutor vàlid davant el govern espanyol. Acceptà diversos documents i avantprojectes fins que el 3 de juny de 1978 el Consell de Ministres aprovà el reial decret llei de Règim preautonòmic de les Balears, pel qual s'establí el Consell General Interinsular format pels diputats i senadors, més dos representants polítics de Menorca i dos més de les Pitiüses, elegits pels anteriors. Quan es va constituir el consell el 24 de juliol de 1978, es va dissoldre.

## Membres de l'Assemblea
- Emilio Alonso Sarmiento (PSOE)
- Raimundo Clar Garau (UCD)
- Miguel Durán Pastor (UCD)
- Francesc Garí Mir (UCD)
- Félix Pons Irazazábal (PSOE)
- Santiago Rodríguez-Miranda Gómez (UCD)
- Jeroni Albertí Picornell (UCD), president de l'Assemblea de Parlamentaris.[1]
- Ramiro Pérez-Maura Herrera (UCD)
- Manuel Mora Esteva (PSOE)
- Guillermo de Olives Pons (UCD)
- Abel Matutes Juan (Reforma Democrática)